# Skylark
Skylark was een Canadese pop/rock-band uit Vancouver.

## Bezetting
- B.J. Cook (zang)
- Donny Gerrard (zang)
- Flip Arellano (zang)
- David Foster (keyboards)
- Carl Graves (percussie)
- Robbie King (hammondorgel)
- Eddie Patterson (gitaar)
- Steven Pugsley (basgitaar)

- Doug Edwards (gitaar)
- Gaye Delorme (gitaar)
- Duris Maxwell (drums)
- Brian Hilton (drums, vervanger van Maxwell)
- Kat Hendrikse (drums, vervanger van Hilton)
- Norman McPherson (gitaar, vervanger van Edwards)
- John Verner (gitaar, vervanger van McPherson in 1972)
- Allan Mix (gitaar, vervanger van Verner in 1973)

## Geschiedenis
Skylark werd geformeerd uit een van Ronnie Hawkins achtergrondbands en tekende bij Capitol Records. Ze brachten een gelijknamig album uit in 1972, dat drie singles bevatte. De band, met componist/arrangeur David Foster, werd na het matige onthaal van hun tweede album 2 ontbonden. De leden volbrachten wisselende successen in andere projecten.
Hun grootste single, de powerballade Wildflower, werd in 1972 een nummer 1-hit in Canada in de RPM Adult Contemporary-hitlijst, plaatste zich in de RPM singlehitlijst (#10) en daarna in het voorjaar in de Billboard Hot 100 (#9). Van de single werden meer dan een miljoen exemplaren verkocht. De song werd geschreven door Doug Edwards en Dave Richardson, die toentertijd politieagent was in Victoria. De populariteit van de song werd versterkt door de veelvuldige uitzending bij CKLW-AM-radio na de eerste publicatie.
Donny Gerrard was een van de Canadese muzikanten, die in 1985 de liefdadigheids-single Tears Are Not Enough opnamen voor de Afrikaanse hongersnood. Hij zong zijn soloregel met Bryan Adams.

## Overlijden
Doug Edwards overleed op 11 november 2016.

## Discografie

### Singles
Capitol Records
- 1972: What Would I Do Without You
- 1973: Wildflower
- 1973: I'll Have to Go Away
- 1973: If That's The Way You Want It

### Albums
- 1972: Skylark (Shanachie/Capitol Records)
- 1974: 2 (Capitol Records)
- 1996: Wildflower: Golden Classics Edition (Collectibles)

### NPO Radio 2 Top 2000
Van Skylark stond alleen Wildflower in 2005 in de NPO Radio 2 Top 2000, op plek 1856.